# Marija Bistrica
Marija Bistrica is een gemeente in de Kroatische provincie Krapina-Zagorje.
Marija Bistrica telt 6612 inwoners. De oppervlakte bedraagt 67 km², de bevolkingsdichtheid is 98,7 inwoners per km².

## Aloysius Stepinac
Op 3 oktober 1998 werd kardinaal Aloysius Stepinac in Marija Bistrica door paus Johannes Paulus II zalig verklaard.
Steden (gradovi): Krapina · Donja Stubica · Klanjec · Oroslavje · Pregrada · Zabok · Zlatar

Gemeenten (općine): Bedekovčina · Budinščina · Desinić · Đurmanec · Gornja Stubica · Hrašćina · Hum na Sutli · Jesenje · Kraljevec na Sutli · Krapinske Toplice · Konjščina · Kumrovec · Marija Bistrica · Lobor · Mače · Mihovljan · Novi Golubovec · Petrovsko · Radoboj · Sveti Križ Začretje · Stubičke Toplice · Tuhelj · Veliko Trgovišće · Zagorska Sela · Zlatar-Bistrica